# Флавіу Назінью
Фла́віу Базі́луа Жасі́нту Назі́нью (порт. Flávio Basilua Jacinto Nazinho; нар. 20 липня 2003) — португальський футболіст, захисник бельгійського клубу «Серкль» (Брюгге).

## Клубна кар'єра

### «Спортінг»
Вихованець команд клубів «Брага» і «Спортінг». 2020 року почав виступати за резервну команду в Чемпіонаті Португалії. 1 березня 2021 року продовжив контракт зі «Спортінгом».
24 листопада 2021 дебютував в основному складі «Спортінга» в матчі Ліги чемпіонів УЄФА проти дортмундської «Боруссії», вийшовши на заміну Педру Гонсалвішу. 28 листопада в поєдинку проти «Тондели» дебютував у Прімейра-лізі, замінивши Нуну Сантуша.
22 лютого 2022 року в матчі Терсейра-ліги проти «Лейрії» забив свій перший гол у кар'єрі.

#### Оренда в «Серкль» (Брюгге)
6 вересня 2023 року відправився у сезонну оренду в бельгійський клуб «Серкль» (Брюгге) з опцією подальшого викупу. 24 вересня дебютував за нову команду в матчі бельгійської Про-ліги проти «Юніона», вийшовши на заміну Єсперу Даланну. 30 січня 2024 року в поєдинку Про-ліги проти «Вестерло» забив свій перший гол за клуб. Всього за час оренди провів 23 матчі за «Серкль», в яких відзначився одним м'ячем.

### «Серкль» (Брюгге)
27 червня 2024 року став повноцінним гравцем «Серкля», підписавши чотирирічний контракт. Сума трансферу становила 2 млн євро.

## Кар'єра в збірній
Виступав за збірні Португалії до 16, до 18, до 19 і до 20.
У листопаді 2024 року отримав перший виклик до збірної Португалії до 21 року для участі в товариських матчах проти збірних України та Словаччини. 15 листопада 2024 року в поєдинку з Україною дебютував за молодіжну збірну Португалії.
В червні 2025 року потрапив в заявку збірної до 21 року на молодіжний чемпіонат Європи в Словаччині. В червні 2025 року потрапив в заявку збірної до 21 року на молодіжний чемпіонат Європи в Словаччині. На турнірі провів чотири матчі, а його команда дійшла до чвертьфіналу, де поступилась нідерландцям

## Статистика виступів
Станом на 9 серпня 2025
| Клуб              | Сезон             | Чемпіонат            | Чемпіонат | Чемпіонат | Кубок | Кубок | Кубок ліги | Кубок ліги | Єврокубки | Єврокубки | Інші  | Інші | Всього | Всього |
| Клуб              | Сезон             | Дивізіон             | Матчі     | Голи      | Матчі | Голи  | Матчі      | Голи       | Матчі     | Голи      | Матчі | Голи | Матчі  | Голи   |
| ----------------- | ----------------- | -------------------- | --------- | --------- | ----- | ----- | ---------- | ---------- | --------- | --------- | ----- | ---- | ------ | ------ |
| Спортінг Б        | 2020–21           | Чемпіонат Португалії | 5         | 0         | —     | —     | —          | —          | —         | —         | —     | —    | 5      | 0      |
| Спортінг Б        | 2021–22           | Терсейра-ліга        | 12        | 1         | —     | —     | —          | —          | —         | —         | —     | —    | 12     | 1      |
| Спортінг Б        | 2022–23           | Терсейра-ліга        | 12        | 2         | —     | —     | —          | —          | —         | —         | —     | —    | 12     | 2      |
| Спортінг Б        | Всього            | Всього               | 29        | 3         | 0     | 0     | 0          | 0          | 0         | 0         | 0     | 0    | 29     | 3      |
| Спортінг          | 2021–22           | Прімейра-ліга        | 2         | 0         | 1     | 0     | 0          | 0          | 2         | 0         | 0     | 0    | 5      | 0      |
| Спортінг          | 2022–23           | Прімейра-ліга        | 3         | 0         | 0     | 0     | 0          | 0          | 3         | 0         | 0     | 0    | 6      | 0      |
| Спортінг          | Всього            | Всього               | 5         | 0         | 1     | 0     | 0          | 0          | 5         | 0         | 0     | 0    | 11     | 0      |
| → Серкль (Брюгге) | 2023–24           | Про-ліга             | 22        | 1         | 1     | 0     | —          | —          | —         | —         | —     | —    | 23     | 1      |
| Серкль (Брюгге)   | 2024–25           | Про-ліга             | 27        | 1         | 0     | 0     | —          | —          | 10        | 0         | 2     | 1    | 39     | 2      |
| Серкль (Брюгге)   | 2025–26           | Про-ліга             | 3         | 0         | 0     | 0     | —          | —          | 0         | 0         | 0     | 0    | 3      | 0      |
| Серкль (Брюгге)   | Всього            | Всього               | 52        | 2         | 1     | 0     | 0          | 0          | 10        | 0         | 2     | 1    | 65     | 3      |
| Всього за кар'єру | Всього за кар'єру | Всього за кар'єру    | 86        | 5         | 2     | 0     | 0          | 0          | 15        | 0         | 2     | 1    | 105    | 6      |

1. 1 2  Матчі в Лізі чемпіонів УЄФА
2. ↑  4 матчі в Лізі Європи УЄФА, 6 матчів в Лізі конференцій УЄФА
3. ↑  Матчі плей-оф